# Sophie Hermans
Pour les articles homonymes, voir Hermans.
Sophie Hermans, née le 1er mai 1981 à Nimègue (Pays-Bas), est une femme politique néerlandaise. Membre du Parti populaire pour la liberté et la démocratie (VVD), elle est députée de 2017 à 2024 puis vice-Première ministre et ministre de la Politique climatique et de la Croissance verte depuis le 2 juillet 2024.

## Biographie

### Origines et études
Sophie Hermans est la fille de l'homme politique Loek Hermans,.
Elle étudie les sciences politiques à Amsterdam puis suit des cours postdoctoraux à l'université d'État de San Francisco et à la London Business School,.

### Carrière politique
Sophie Hermans devient consultante à Utrecht. Elle est ensuite l'assistante politique du ministre Stef Blok et du Premier ministre Mark Rutte,,.
Elle est élue à la Seconde Chambre des États généraux en 2017, devenant députée et porte-parole du Parti populaire pour la liberté et la démocratie (VVD) pour les soins de santé. Elle est l'une des cadres de son parti au Parlement. Elle est chargée de négocier la formation d'un gouvernement en 2021-2022. Elle prend la tête des députés VVD le 11 janvier 2022.
En juin 2022, elle prononce un discours lors du congrès du parti. Elle nie devoir sa position à son père ou à son travail auprès de Mark Rutte. Lors d'un débat ultérieur, Geert Wilders (PVV) lui demande combien de temps elle comptait rester la « porteuse de sac » de Mark Rutte. Sophie Hermans s'émeut de cette réplique. La présidente du Parlement Vera Bergkamp demande alors à Wilders de s'en tenir à des sujets politiques. La réponse de Sophie Hermans est accueillie fatorablemenent par de nombreux députés, plusieurs autres dirigeants parlementaires condamnant le commentaire de Geert Wilders,.
En juillet 2023, à la suite de la démission du Premier ministre Mark Rutte, Sophie Hermans refuse de concourir pour lui succéder à la tête du VVD. Après les élections générales de novembre, elle devient porte-parole pour l'AIVD, l'éthique médicale, les soins de longue durée et cheffe parlementaire par intérim du VVD. Aux côtés d'Eelco Heinen, Sophie Hermans appuie Dilan Yeşilgöz-Zegerius dans les discussions visant à former un nouveau gouvernement,.
Début juillet 2024, Sophie Hermans est nommée ministre de la Politique climatique et de la Croissance verte ainsi que vice-Première ministre dans le cabinet Schoof. Alors que le climatoscepticisme de certains membres de la coalition au pouvoir est évoqué lors de sa séance de confirmation, Sophie Hermans affirme qu'elle est engagée contre le changement climatique, souhaitant promouvoir un message optimiste de croissance verte.

## Vie privée
Sophie Hermans est célibataire. Sa sœur Caroline a été l'assistante politique du Premier ministre Mark Rutte pendant plusieurs années. Sophie Hermans joue au hockey.